# PPG Industries
PPG Industries é uma empresa estadunidense listada na Fortune 500 e fornecedora global de tintas, revestimentos, materiais especiais e fibra de vidro. Com sede em Pittsburgh, Pensilvânia, a PPG opera em mais de 70 países em todo o mundo. Por receita, é uma das maiores empresas de revestimentos do mundo. Tem sede na PPG Place, um escritório e complexo de varejo no centro de Pittsburgh e é conhecida por sua fachada de vidro projetado por Philip Johnson.

## História

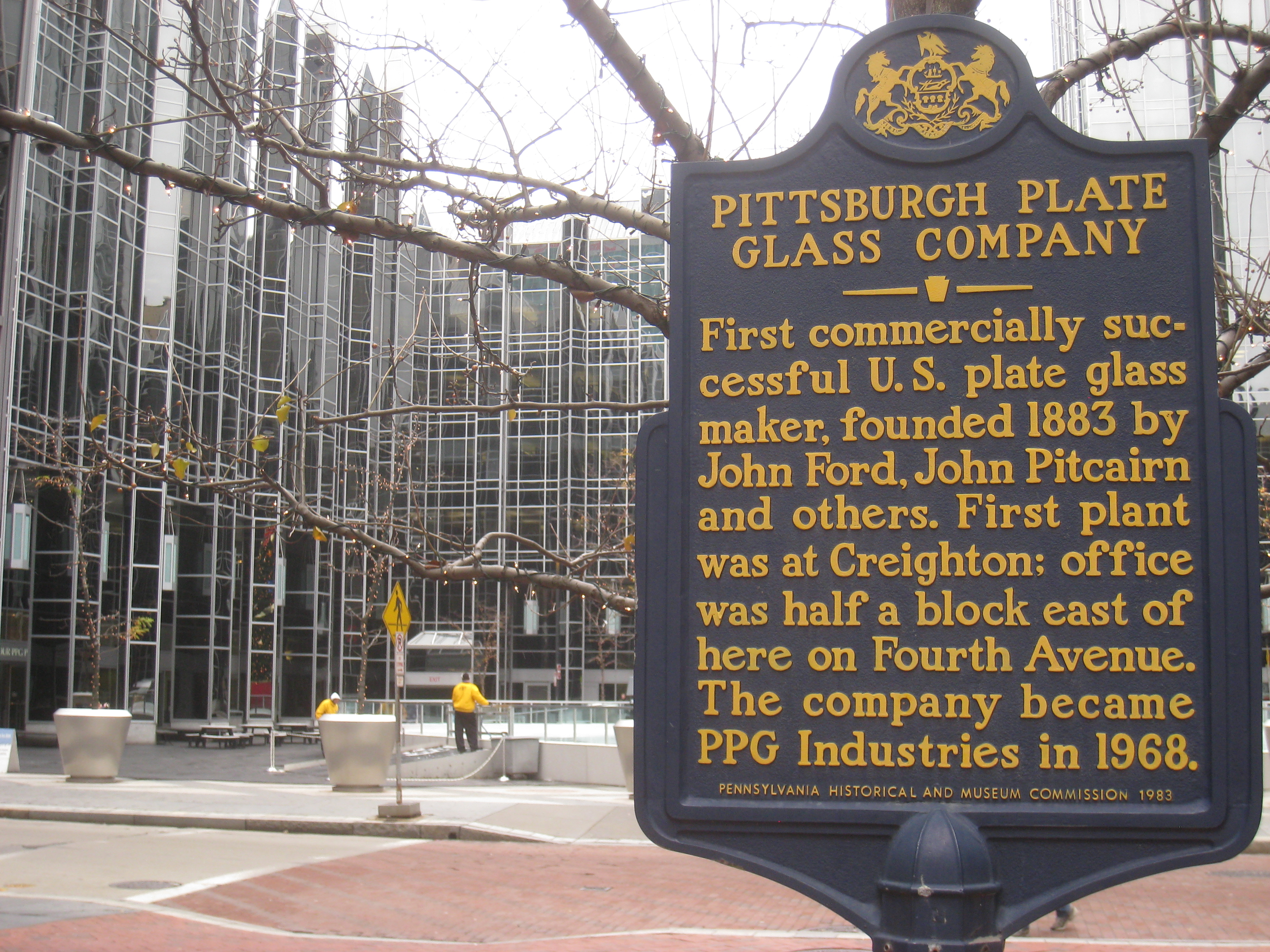
Pittsburgh Plate Glass Company placa na praça no PPG Place

A Pittsburgh Plate Glass Company foi fundada em 1883 pelo capitão John Baptiste Ford e John Pitcairn, Jr., em Creighton, Pensilvânia, aproximadamente 20 milhas ao norte de Pittsburgh ao longo do rio Allegheny. Ao longo do tempo, a PPG transformou-se logo no primeiro produtor comercialmente bem sucedido dos Estados Unidos vidro liso grosso de alta qualidade usando o processo da placa. A PPG também foi a primeira fábrica de vidro plano do mundo a alimentar seus fornos com gás natural produzido localmente, uma inovação que estimulou rapidamente o uso industrial generalizado do combustível de queima mais limpa.
A PPG expandiu-se rapidamente. Em 1900, conhecida como "Glass Trust", incluía 10 fábricas, tinha uma participação de 65 por cento no mercado de vidro de placas dos Estados Unidos e se tornara o segundo maior produtor de tintas do país. Hoje, conhecida como PPG Industries, a empresa é uma empresa multibilionária, listada na Fortune 500, com 150 locais de fabricação em todo o mundo. Agora produz revestimentos, vidro, fibra de vidro e produtos químicos.

## Patrocínios
A PPG Industries é notável por patrocinar competições de automobilismo nos Estados Unidos, sendo a patrocinadora principal da CART entre a década de 1980 e 1990, também patrocina carros da NASCAR tendo já sido patrocinadora da Brickyard 400, também dá nome à PPG Paints Arena do time do Pittsburgh Penguins da NHL.